# Complejo de castración

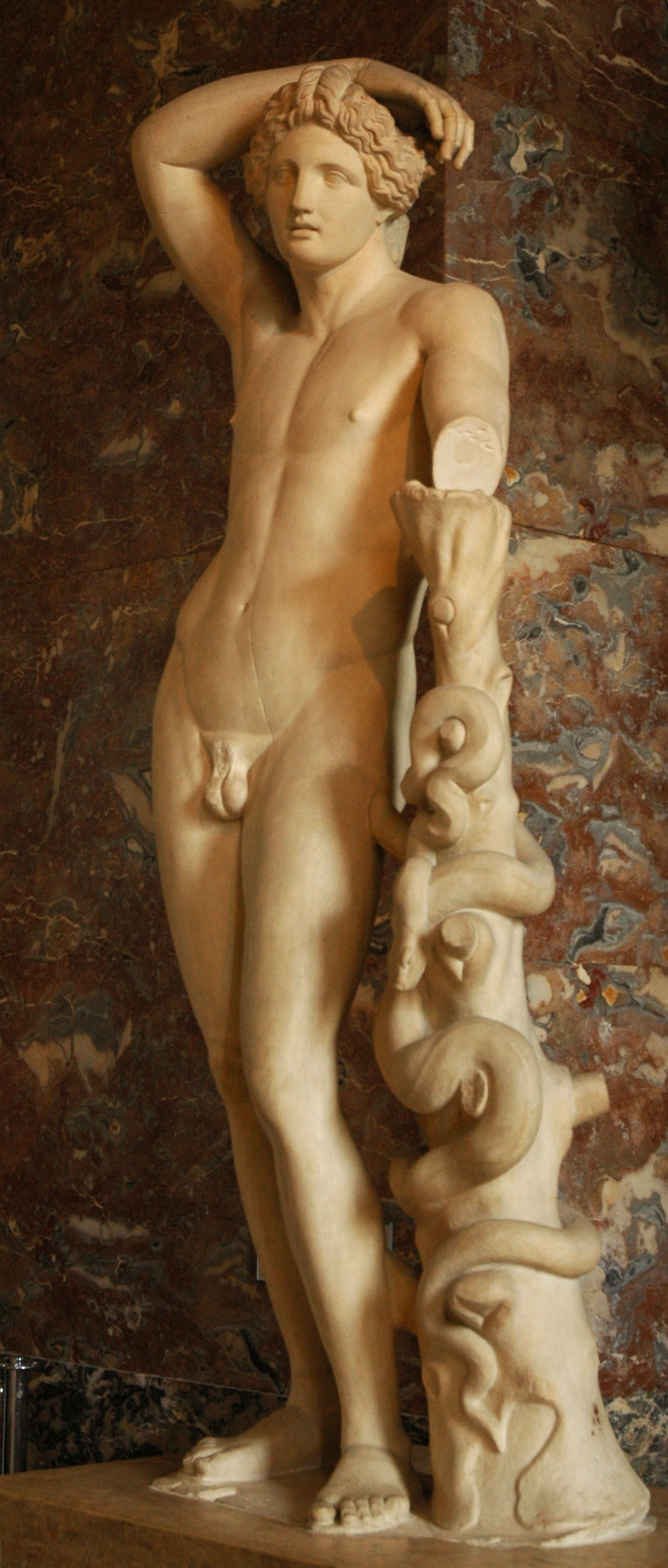
Imagen de Lycian Apollo. Copia Romana de mármol (Imperial era) del original griego.

El complejo de castración es un concepto perteneciente al psicoanálisis y refiere a una estructura que irrumpe en el psiquismo humano a edad temprana, en íntima relación con el complejo de Edipo (tres a cinco años aproximadamente). Básicamente, se trata en el varón del miedo a la pérdida del falo  (más allá del pene, en tanto representación de poder, superioridad y posibilidad de reunificación con la madre) a manos de su padre, y en la mujer a la constatación de que "ha sido castrada". El concepto fue descrito por Sigmund Freud  por primera vez en 1908 en el texto Sobre las teorías sexuales infantiles, aunque había sido previamente referido ambiguamente en 1900 en La interpretación de los sueños como amenaza de castración. 
Según esta teoría freudiana, tanto en la mujer como en el varón se establece la premisa fálica: suponen que todo y todos poseen falo. Pero la diferencia anatómica entre los sexos es una realidad objetiva y contradice constantemente ese supuesto. Sin embargo, al menos por un tiempo las racionalizaciones de los niños les hacen creer que la diferencia se debe a que "es más pequeño y no se ve" o "ya crecerá".
En el caso del niño varón, la amenaza de castración que los padres hacen pender sobre él, que por su hacer onanista, resignifica la visión de los genitales femeninos, o bien la amenaza es resignificada por su visualización; la pérdida de los propios genitales se ha hecho entonces representable. Este temor objetivado implica para el varón la salida del complejo de Edipo, y un menosprecio que perdurará hacia la criatura castrada.
Para la mujer, en cambio, el complejo de castración marca el ingreso al Edipo. Se sabe ahora castrada, el tiempo le ha desvelado que no tiene falo y que nunca crecerá, y culpa de ello a su madre, pues es quien la ha "fabricado mal". 
La articulación con el complejo de Edipo es clave en ambos casos, y la posición tomada por el sujeto ante el complejo de castración tendrá gran influencia en la vida psíquica futura, además de estar íntimamente relacionado con el fenómeno de la angustia.